# Antti Lovag
Dans le nom hongrois Lovag Antti, le nom de famille précède le prénom, mais cet article utilise l’ordre habituel en français Antti Lovag, où le prénom précède le nom.
Antti Lovag, né le 10 avril 1920 à Budapest en Hongrie et mort le 27 septembre 2014 à Tourrettes-sur-Loup (Alpes-Maritimes), est un architecte « habitologue » hongrois spécialisé dans les Maisons Bulles et l'architecture organique.

## Biographie
Né en Hongrie en 1920 d'un père russe et d'une mère finlandaise, Antti Lovag suit d’abord des cours d'architecture navale à Stockholm en Suède avant de poursuivre ses études à l'École des beaux-arts de Paris où il arrive en 1947.
Il fait ses armes en particulier avec l'architecte Jean Prouvé.
À partir des années 1960 Antti Lovag se dit « habitologue » et expérimente avec les architectes Pascal Haüsermann, Jean-Louis Chanéac et Jacques Couëlle l'architecture organique inspirée des formes de la nature pour imaginer des habitations plus naturelle, en harmonie avec la morphologie humaine. Il étend son travail jusqu'au mobilier des maisons qui s'adaptent aux courbes.
De 1969 à 1989 il développe sa première maison bulle, la Maison Gaudet à Tourrettes-sur-Loup, dont le chantier d'agrandissement permanent dure 30 ans. Elle est inscrite monument historique par le Ministère de la Culture en 1998.
En 1971 il entreprend la construction de la Maison Bernard, maison bulle à Port-La-Galère à Théoule-sur-Mer, avec le mécénat de l’industriel lyonnais Pierre Bernard.
De 1979 à 1984 il construit le Palais Bulles à Théoule-sur-Mer, acheté après sa construction en 1992 par le couturier Pierre Cardin. Celui-ci y adjoindra un théâtre et une cuisine et travaillera à la décoration intérieure par des peintures murales commandées à des artistes.
Sur la Côte d’Azur, Antti Lovag signe également la « Maison des Jeunes Picaud » à Cannes, le « complexe astronomique du collège Valeri » de Nice, le « complexe ludique du collège de l'Estérel » à Saint-Raphaël, le « laboratoire d'interférométrie à l'observatoire astronomique de la Côte d’Azur » à Calern.
Il est précurseur de la Blob architecture et inspira la maison des Barbapapa.
Il meurt le 27 septembre 2014, dans sa maison prototype de Tourrettes-sur-Loup, après avoir passé les dernières années de sa vie à développer de nouvelles techniques de construction.

## Principales réalisations
- 1971 : Avec Pierre Bernard (industriel et mécène), la Maison Bernard[3].
- 1974 : Observatoire astronomique de la Côte d’Azur, à Saint-Vallier-de-Thiey.
- 1975 : Palais Bulles de Pierre Cardin à Théoule-sur-Mer, souvent attribué (à tort) au couturier Pierre Cardin, qui n'en a été qu'un propriétaire ultérieur. Le palais bulle (renommé ainsi par son dernier propriétaire) est en réalité la deuxième commande de Pierre Bernard passée à Antti Lovag. Une seconde maison Bernard.
- 1982 : Complexe astronomique du Planétarium Valéri (Collège Jules Valéri à Nice).
- 1986 : Maison Gaudet à Tourrettes-sur-Loup.
- 1991 : Maison Hélène et Christian Roux à Fontaines-sur-Saône.

### Documentaires
- Les maisons d'Antti Lovag, film documentaire de Hugues Peyret 2004
- Les Visionnaires, film documentaire de Julien Donada. 2013